# Воскресенська церква (Зазим'я)
Церква Воскресіння Христова — чинна парафіяльна церква у селі Зазим'ї Броварського району Київської області; духовний осередок села та пам'ятка архітектури. Парафія належить до Київської єпархії ПЦУ.

## Розташовування
Церква знаходиться у центрі села на вулиці Деснянській (колишня Мостова).

## Опис

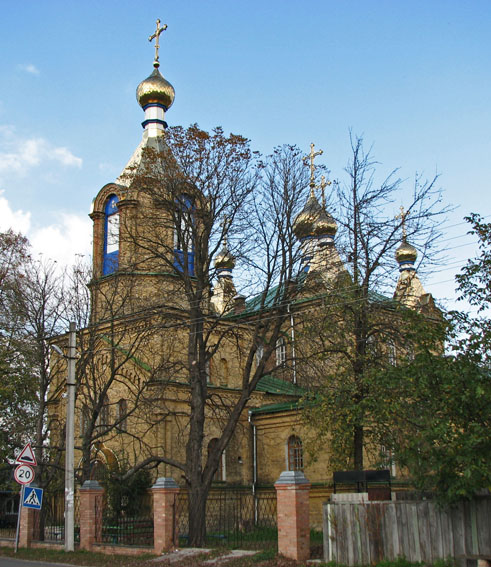
Зазимська церква (ракурс)

Воскресенський храм у Зазим'ї має п'ять невеликих бань та дзвіницю. Його прикрашають розміщені по кутах напівколони та багатий орнамент, викладений з жовтої цегли.
Храм має три престоли: головний — в честь Воскресіння Христового, лівий — в ім'я апостолів Петра і Павла, правий — архистратига Михаїла.
Загалом храм є характерним для російського цегляного стилю, але в зовнішньому вигляді церкви присутні певні, заледве помітні східні риси.

## Історія храму

### Стара дерев'яна церква
В Зазим'ї був давній дерев'яний храм на честь Преображення Господнього. На початку 16 століття він став непридатним.
В 1706 році стараннями Софійського монастиря і прихожан був збудований дерев'яний храм на честь Воскресіння Христового, який після 1865 року був перенесений у село Погреби і був наіменований Успенським.

### Прихожани Зазимської церкви
В даних щодо прихожан імовірно включені також мешканці села Погреби, які до 1865 року не мали свого храму. 
| Рік  | Чоловіки | Жінки | Всього |
| ---- | -------- | ----- | ------ |
| 1770 | 508      | 490   | 998    |
| 1790 | 525      | 218   | 734    |
| 1810 | 550      | 540   | 1090   |
| 1830 | 589      | 586   | 1175   |
| 1850 | 625      | 230   | 855    |
| 1860 | 641      | 655   | 1296   |

### Спадок Суботовського на будівництво храму
Головним ініціатором будівництва кам'яного православного храму на місці існуючого дерев'яного був архієпископ Астраханський і Кавказький Павло (Суботовський)(1771—1832), який народився у Зазим'ї. 
Частину свого капіталу він заповів на будівництво великого цегельного храму. Зокрема, 15 березня 1827 року він вніс до фінансового закладу "Московская сохранная казна" 12000 рублів асигнаціями, або ж 3428,57 рублів сріблом.

### Будівництво
10 червня 1863 року відбулися торги щодо вибору підрядника, який мав би за 9748,82 рублів збудувати кам'яну церкву з дзвінницею.
У будівництві нового храму взяли участь чи не всі жителі села. Цеглу високої якості привозили на підводах з Вишгорода і частково випалювали на місці. Стару дерев'яну церкву було перенесено в сусіднє село Погреби, де вона простояла до приходу більшовиків.
Нова церква була збудована і освячена на Великдень 17 квітня 1865 році, відтак ця дата і вважається датою спорудження зазимської Свято-Воскресенської церкви.

### Добудова
Бокові приділи та двоярусна Дзвіниця церкви були прибудовані в 1900 році за настоятеля протоієрея Іоана Борзаковського. Помер він у 1916 році і похований біля правого вівтаря зазимського храму.
У 1911—12 роках відомий київський архітектор Микола Горденін виготовив для храму залізобетонні хори.

### Радянські часи
У 1920 році просто біля храму відбувалась запекла битва між більшовиками і повсталими зазимцями. Храм постраждав, згоріло багато ікон, книги, настінний розпис. Протягом 6 наступних років церкву відремонтували, відновилося частково богослужіння. Є свідчення, що в церкві проводилися служби у 1925 році.
У 1935 році радянська влада закрила храм і вирішила переобладнати його на клуб для молоді.
У 1937 році Броварське НКВС заарештувало і розстріляло настоятеля храму священика Михайла Подільського. Нині він числиться у документах для канонізації, як св. новомученик. Храм був закритий і обладнаний під зерносховище — дотепер можна побачити в підлозі отвори, в яких стояли перегородки і станки.
Під час Другої світової війни з приходом німців церкву було відкрито і відновилися богослужіння.
По війні храм не закрили і він продовжував діяти як культова споруда.

### Часи незалежності
Свято-Воскресенська церква у Зазим'ї належала до УПЦ МП. Храм є значним духовним осередком під Києвом.
У 2005 році було позолочено куполи храму за рахунок потомка архієпископа Павла (Суботовського) — Віталія Суботовського.
У 2007 році в ніч з 12 на 13 березня грабіжник розігнув решітку і проник у храм і викрав гроші з пожертв для дітей, хворих раком. Крім того, злодії розбили скло, розкидали пляшки з вином, зняли кілька ікон.
17 липня 2022 року прихожани проголосували за перехід до Православної церкви України. Оскільки настоятель храму отець Олександр Генераленко відмовився переходити в ПЦУ, то зазимські парафіяни обрали настоятелем протоієрея Анатолія Слинька (по матері Суботовський, нащадок архієпископа Павла Суботовського).

### Духовно-просвітницький центр
27 травня 2007 року був закладений камінь для нового будівництва православного парафіяльного духовно-просвітницького центру навпроти церкви. Будівництво і введення в дію було завершено до 2014 року. При духовному центрі працює недільна школа і спортивний боксерський клуб «Патріот».

## Священники(настоятелі) храму
| Роки настояння        | Священник                                                                             | Роки життя  |
| --------------------- | ------------------------------------------------------------------------------------- | ----------- |
| ?-1861—16.10.1884     | Стефан Явровський                                                                     |             |
| 16.10.1884—4.01.1894  | Іоан Яснопольський                                                                    | (?-1894)    |
| 3.02.1894—10.06.1902  | Іван Ремболович                                                                       | (?-1902)    |
| 12.07.1902-10.01.1903 | Михайло Тимошевський                                                                  |             |
| 1902—1903             | Стефан Еланський (спостерігаючий священник)                                           |             |
| 30.01.1903—5.01.1913  | Іоан Борзаковський                                                                    | (1850—1916) |
| 1916                  | ієромонах Леонтій                                                                     |             |
| 1917—1920             | кир Демченко                                                                          |             |
| 1920—1924             | церква була на ремонті                                                                |             |
| 1930—1935             | Священномученик Михайло Под'єльський                                                  | (1878—1937) |
| 1935—1941             | церква була закрита і використовувалася під склад                                     |             |
| 1941-1949             | ???                                                                                   |             |
| 1949—1974             | Кирило Омелянович Булавчик                                                            | (1909—1984) |
| 1974—1983             | Микола Михайлович Кузьмин (ігумен Давид)                                              | (1937—1983) |
| 1983-1991             | ???                                                                                   |             |
| 1991—2022             | Олександр Іванович Генераленко                                                        | (нар. 1949) |
| 2022-дотепер          | Анатолій Миколайович Слинько (по матері Суботовський, нащадок архієп.П.Суботовського) | (нар.1979)  |

## Джерело-посилання
- Історія Свято-Воскресенського храму на Вебсайті Свято-Воскресенського храму с. Зазим'є
- Свято-Воскресенський храм, с. Зазим'я (віртуальний тур) — на сайті Бровари 3D